# Блэкрок (Лаут)

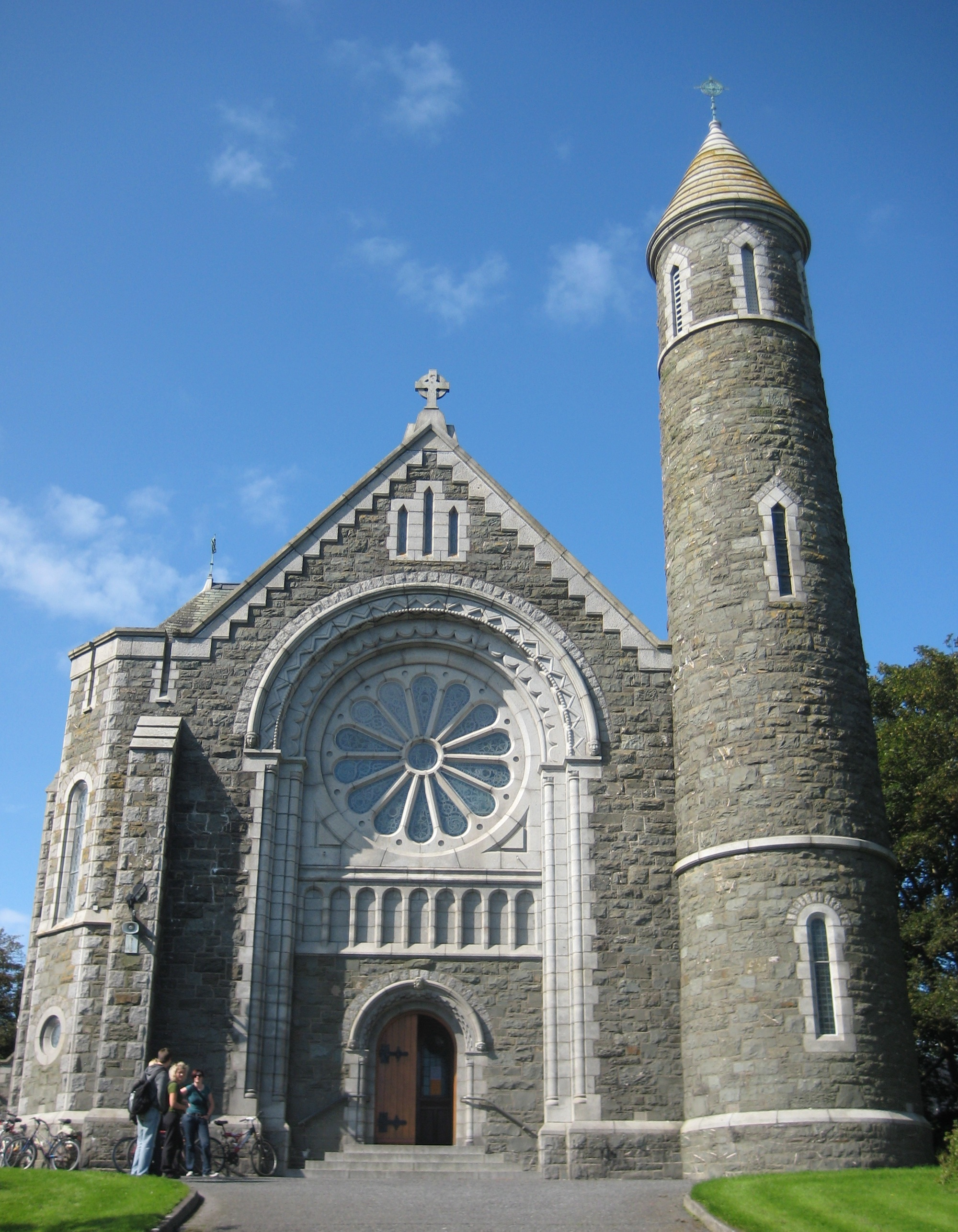
Церковь святого Оливера Планкета

Блэкрок (англ. Blackrock; ирл. Na Creagacha Dubha) — приморская деревня в Ирландии, находится в графстве Лаут (провинция Ленстер) в 7 км от Дандолка. Ежегодно в деревне проходит рафт-гонки.